# Vocal Group Hall of Fame
La Vocal Group Hall of Fame (VGHF) è una hall of fame fondata nel 1998 per onorare i maggiori gruppi vocali del mondo.
Ha sede a Sharon, in Pennsylvania e include un teatro ed un museo. La fondazione originale è stata chiusa nell'ottobre 2001 ed è stata sostituita da una nuova organizzazione nonprofit nell'aprile 2002. Presidente-fondatore è Tony Butala; amministratore delegato: Bob Crosby.

## Indirizzo
L'indirizzo della VGHF è:
Vocal Group Hall of Fame and Museum,
82 West State Street,
Sharon, PA 16146

## Il museo
Nel novembre 2004 il museo è stato inserito nei locali del  Columbia Theatre di Sharon, una struttura che risale agli anni venti in cui si tengono concerti di beneficenza e che presenta periodicamente la cerimonia di inserimento di nuovi gruppi vocali nella Hall of Fame. È in progetto l'apertura di due musei connessi con il principale, uno a Las Vegas, nel Nevada ed un altro a Wildwood, nel New Jersey.

## Votazioni
La VGHF inserisce periodicamente gruppi di gruppi vocali che abbiano meritato particolari menzioni di valore artistico suddivisi in categorie che rappresentano i vari decenni dagli anni 1940 agli anni 1980. 
Vengono abitualmente inseriti gruppi o duo ad esclusione quindi di cantanti solisti a meno che questi non siano stati bandleader di gruppi musicali (come ad esempio Tom Petty and the Heartbreakers).
La scelta degli artisti avviene per nomination e ballottaggio in votazione pubblica.

## Gruppi inseriti

### 1998
- The Ames Brothers
- The Andrews Sisters
- The Beach Boys
- The Boswell Sisters
- The Five Blind Boys of Mississippi
- Crosby, Stills, Nash & Young
- The Golden Gate Quartet
- The Original Drifters
- The Manhattan Transfer
- The Mills Brothers
- The Platters
- The Ravens
- Sonny Til & The Orioles
- The Supremes

### 1999
- The Coasters
- The Delta Rhythm Boys
- The Four Seasons
- The Four Tops
- Hank Ballard & The Midnighters
- Ink Spots
- Jackson Five
- Little Anthony and the Imperials
- The Modernaires
- The Moonglows
- Peter, Paul & Mary
- The Revelers
- The Spinners
- The Temptations

### 2000
- The Bangles
- Dion & The Belmonts
- Dixie Hummingbirds
- The Drifters
- The Flamingos
- Frankie Lymon and the Teenagers
- The Kingston Trio
- Mamas & The Papas
- The Skylarks
- The Soul Stirrers
- Three Dog Night

### 2001
- The Bee Gees
- The Chordettes
- The Eagles
- The Four Aces
- The Four Freshmen
- Gladys Knight & The Pips
- The Lennon Sisters
- The Lettermen
- The McGuire Sisters
- The Oak Ridge Boys
- The Pied Pipers
- Smokey Robinson & The Miracles
- The Vogues
- The Weavers

### 2002
- ABBA
- The Chantels
- The Clovers
- The 5th Dimension
- The Five Keys
- The Four Knights
- The Harptones
- Jay & The Americans
- The Marcels
- The Shirelles
- The Skyliners
- The Swan Silvertones

### 2003
- The Association
- The Charioteers
- The Commodores
- Earth Wind & Fire
- The Five Satins
- The Four Lads
- The Impressions
- The Isley Brothers
- Danny & The Juniors
- The Merry Macs
- The Peerless Quartet
- Martha & The Vandellas
- The Whispers

### 2004
- Alabama
- American Quartet
- The Beatles
- The Cadillacs
- The Crests
- The Dells
- The Diamonds
- The Doobie Brothers
- The Everly Brothers
- The Four Tunes
- The Jordanaires
- The Marvelettes
- The O'Jays
- The Penguins
- The Ronettes
- The Stylistics
- The Tokens

### 2005
- The Angels
- The Brooklyn Bridge
- The Chiffons
- The Chi-Lites
- The Crystals
- The Del Vikings
- Fleetwood Mac
- The Hilltoppers
- The Mel-Tones
- The Neville Brothers
- The Pointer Sisters
- The Rascals
- The Righteous Brothers
- Sons of the Pioneers
- The Spaniels
- The Tymes

### 2006
- America
- Bread
- The Byrds
- Deep River Boys
- Billy Ward & The Dominoes
- The Duprees
- The Fleetwoods
- Hayden Quartet
- The Hi-Lo's
- The Hollies
- Journey
- The Lovin' Spoonful
- The Moody Blues
- Queen
- The Shangri-las
- Simon & Garfunkel

### 2007
- The Five Red Caps
- The Chords
- The Four Preps
- Maurice Williams & The Zodiacs; The Gladiolas
- The Capris
- The Dixie Cups
- The Jive Five
- The Monkees
- Ruby & The Romantics
- Sly & The Family Stone
- Tony Orlando and Dawn
- Harold Melvin & The Blue Notes
- Kool & The Gang
- The Traveling Wilbury's
- Sam & Dave
- The Hoboken Four